# Goodbye Golovin
Pour plus de détails, voir Fiche technique et Distribution.
Goodbye Golovin est un court métrage dramatique canadien, réalisé par Mathieu Grimard et sorti en 2019. Le film met en vedette Oleksandr Rudynskyy dans le rôle de Ian Golovin, un jeune homme d'Ukraine qui se demande s'il doit émigrer dans un nouveau pays pour avoir une chance d'avoir une vie meilleure après la mort de son père.
Le film a été présenté en première au Festival du cinéma international en Abitibi-Témiscamingue, en 2019, où il a obtenu une mention honorable du jury du Prix SPIRA. Il a ensuite été projeté au Festival du film de Berlin de 2020, où il a reçu une mention honorable du jury dans le cadre du programme Génération 14plus, et au festival Plein(s) écran(s) 2021, où il a remporté le Grand Prix.
Il a été nommé aux Prix Écrans canadiens pour le prix du meilleur court métrage de fiction lors de la 9e édition, ainsi qu'au Gala Québec Cinéma pour le prix du meilleur court métrage en direct lors de la 22e édition, en 2021.